# Араванський район
Арава́нський район (кир.: Араван району عرب. عرابان) — адміністративно-територіяльна одиниця в Оській області Киргизстану. Найменший за площею район області (площа району — 1 340 км²). Районний та адміністративний центр — селище Араван. Як адміністративна одиниця район утворений у 1935 році.

## Географія
Розташований на північному заході Оської області та межує на сході з Кара-Сууським районом, на заході та півдні з Ноокатським районом Оської області, на півночі з Ферганським вілоятом Узбекистану.

### Клімат
Клімат континентальний. Літо спекотне та сухе, зима холодна, сніжна.
Середня температура січня -2,5°C, у липні +28°C
Середньорічна кількість опадів 290-300 мм.

## Адміністративний устрій
Станом на 2009 рік на території району було 48 поселень, що входять до складу 8 айильних аймаків.
Айильні аймаки Араванського району:
1. Алля Анаровський аїльний аймак (кир.: Алля Анаров айылдык аймагы) з центром у с.Яни-Араван
2. Мангитський аїльний аймак (кир.: Мангыт айылдык аймагы) з центром у с. Мангит
3. Керме-Тооський аїльний аймак (кир.: Керме-Тоо айылдык аймагы) з центром у с. ґюльбахор
4. Тепе-Коргонський аїльний аймак (кир.: Тепе-Коргон айылдык аймагы) з центром у с. Тепе-Коргон
5. Нур-Абадський аїльний аймак (кир.: Нур-Абад айылдык аймагы) з центром у с. Кайрагач-Арик
6. Туя-Моюнський аїльний аймак (кир.: Төө-Моюн  айылдык аймагы) з центром у с. Гауз
7. Чек-Абадський аїльний аймак (кир.: Чек-Абад айылдык аймагы) з центром у с. Кочубаєве
8. Юсуповський аїльний аймак (кир.: Юсупов айылдык аймагы) з центром у селищі Араван

## Населення
Результати переписів вказують на постійне збільшення населення району.
Кількість постійного населення Араванського району за результатами переписів:
| 1970   | 1979   | 1989   | 1999   | 2009    |
| ------ | ------ | ------ | ------ | ------- |
| 43 894 | 53 220 | 71 214 | 91 438 | 106 134 |

Станом на 2009 рік у районі мешкає 106 134 осіб. З них:
| Національність | Кількість людей | Частка,% |
| -------------- | --------------- | -------- |
| киргизи        | 42 049          | 39,6     |
| узбеки         | 62 281          | 58,7     |
| азербайджанці  | 760             | 0,7      |
| таджики        | 542             | 0,5      |
| татари         | 135             | 0,1      |
| інші           | 367             | 0,4      |